# Karakabaağaç, Manyas
Karakabaağaç là một xã thuộc huyện Manyas, tỉnh Balıkesir, Thổ Nhĩ Kỳ. Dân số thời điểm năm 2010 là 69 người.